# Lily Rabe
Lily Rabe (New York, 1982. június 29. –) amerikai színésznő.
Leginkább az Amerikai Horror Story című antológiasorozatból ismert, amelyben több különböző szerepben látható.
További filmjei: What Just Happened (2008), All Good Things (2010), Pawn Sacrifice (2014), Miss Stevens (2016), Golden Exits (2017), Vice (2018), Fractured (2019), The Tender Bar (2021). Televíziós sorozatok: The Whispers (2015), The Undoing (2020), The Underground Railroad (2021), The First Lady (2022).

## Magánélete
Hamish Linklater élettársa, három gyermekük van.